# Sauce beurre rouge
Ne doit pas être confondu avec Beurre rouge.
La sauce beurre rouge est une sauce montée par émulsion de beurre dans du vin rouge.

## Historique
Cette sauce remise actuellement à l'honneur semble remonter au XVIIIe siècle. Utilisée sur une recette de brochet à la genevoise, elle était réalisée à partir de vin blanc et de vin rouge avec du beurre et additionnée de macis, girofle et cannelle, ce qui lui donnait une couleur assez rouge.
Wolfgang Puck dans son ouvrage paru en 1981 à l'attention du public anglo-saxon en fait une sauce typique de la cuisine française.

## Ingrédients
La réalisation de la sauce au beurre rouge actuelle nécessite des échalotes, du vin rouge, du beurre, du sel et du poivre. Cette base peut être complétée en ajoutant des herbes de Provence (thym, laurier et estragon), de la crème fraîche et un jus de citron.

## Préparation
Cette sauce est une émulsion. Sa réussite impose d'ajouter petit à petit le beurre en le fouettant dans une casserole où les échalotes et le vin ont commencé à cuire. Hors du feu avant de servir sont ajoutés quelques dés de beurre froid pour rendre la sauce lisse et brillante,.

## Utilisation
Le beurre rouge s'accorde parfaitement avec des grillades de bœuf, un magret ou une aiguillette de canard, avec des poissons de mer dont les pavés de saumon, la dorade, la lotte, la baudroie, les anguilles, le brochet, la carpe ou des lentilles vertes du Puy-en-Velay.

## Accord mets/vins
Traditionnellement cette sauce appelle un vin rouge en accompagnement, comme un madiran, un bergerac ou un côte-rôtie.